# Fernando Barrera
Fernando Barrera Robinson, es un diplomático chileno. Fue embajador de Chile en la República Dominicana (2014-2018). Ha sido Cónsul en Comodoro Rivadavia, Córdoba y Mar del Plata, en Argentina; y Cónsul General en Bogotá, Colombia.

## Biografía
Fernando Barrera ingresó al Servicio Exterior en 1974. Tuvo estudios en Ciencias Políticas y Administrativas en la Universidad de Chile, en Relaciones Internacionales en la Universidad de Belgrano - en Buenos Aires, y de Administración en la Universidad Militar de Bogotá.
Fernando Barrera ha sido Cónsul en Comodoro Rivadavia, Córdoba y Mar del Plata, en Argentina; y Cónsul General en Bogotá, Colombia.
Barrera ha desempeñado destacados cargos en la Cancillería como Secretario Ejecutivo Adjunto del año Apec Chile 2004, Secretario Ejecutivo de la Cumbre Comunidad de Democracias, entre otros.
Mientras se desempeñaba en el año 2013 como Secretario Ejecutivo de Cumbres, encargándose de la realización de las Cumbres CELAC - UE y CELAC, realizadas en Santiago en enero de ese presente año, es nombrado embajador de Chile en República Dominicana, cargo que asume meses más tarde.